# Józef Michalski (1889–1947)
Józef Michalski (ur. 17 lutego 1889 w Gelsenkirchen, zm. 29 sierpnia 1947 w Nysie) – podporucznik piechoty Wojska Polskiego, powstaniec śląski, komendant Polskiej Organizacji Wojskowej Górnego Śląska na okręg wodzisławski, dowódca 14 Wodzisławskiego pułku piechoty, prezes Rady Miejskiej w Wodzisławiu Śląskim, redaktor „Gazety Śląskiej”, poseł na Sejm Śląski IV kadencji, dowódca III (wodzisławskiego) batalionu Obrony Narodowej, współpracownik Alfonsa Zgrzebnioka i Stanisława Krzyżowskiego, zwolennik Wojciecha Korfantego.

## Życiorys
Był synem Franciszka i Pauliny z domu Konopka. Absolwent szkoły kupieckiej w Mikołowie i szkoły drogistów w Katowicach. Jego rodzice wyjechali do Gelsenkirchen w Westfalli po otrzymaniu pruskiego nakazu opuszczenia Górnego Śląska z powodu polskiej działalności patriotycznej, wrócili wraz z dziećmi w 1896 i zamieszkali w Rydułtowach. Działalność narodowowyzwoleńczą rozpoczął w wieku 17 lat, wstępując do Sokoła w Królewskiej Hucie. Później należał także do stowarzyszenia Eleusis w Rydułtowach i Towarzystwa św. Józefa w Biertułtowach. Działaczem Sokoła był też w Starogardzie, do którego wyjechał na kilka lat i w którym ukończył szkołę dla drogistów. W latach 1910–1912 służył w armii niemieckiej w 162 pułku piechoty stacjonującym w Lubece. Po powrocie na Śląsk otworzył w 1913 na Rynku w Wodzisławiu Śląskim Drogerię św. Barbary. Po wybuchu I wojny światowe, 3 sierpnia 1914 zmobilizowany do armii niemieckiej, walczył na froncie zachodnim i wschodnim. Przeniesiony do rezerwy 5 stycznia 1919.
Pod koniec I wojny światowej wrócił na Śląsk i na początku 1919 został dowódcą Okręgu Wodzisławskiego Polskiej Organizacji Wojskowej Górnego Śląska, a w maju 1919 – komendantem ekspozytury wojskowej (pod koniec lipca 1919 – komendantem obozu polskich uchodźców) w Piotrowicach. W I powstaniu śląskim był szefem dowództwa POW G.Śl. w południowej części powiatu rybnickiego. Od 1920 pełnił funkcję komendanta POW G.Śl. i zastępcy kierownika Polskiego Komitetu Plebiscytowego na okręg wodzisławski. W czasie II powstania śląskiego na czele swoich oddziałów zajął Wodzisław Śląski. Podczas bitwy o miasto został ranny. W III powstaniu śląskim był dowódcą 14 Wodzisławskiego pułku piechoty (z przerwą na leczenie ran).
„Za wybitne zasługi i udział w trzech powstaniach śląskich odznaczony Orderem Virtuti Militari”.
W 1922 został w Wodzisławiu Śląskim komendantem miasta, potem wiceburmistrzem, a następnie – prezesem Rady Miejskiej (do 1939). Ponadto w okresie międzywojennym pełnił funkcję komendanta Związku Powstańców Śląskich na pow. rybnicki oraz wiceprezesa jego Zarządu Głównego. W 1924 wszedł do kierowanej przez Alfonsa Zgrzebnioka Rady Naczelnej Powstańców Śląskich (w sierpniu 1925 przystąpił do Związku b. Powstańców i Żołnierzy) i w latach 1924–1926 był redaktorem „Gazety Śląskiej”.
We wrześniu 1939 stanął w Wodzisławiu Śląskim na czele III batalionu Obrony Narodowej, z którym po agresji ZSRR na Polskę przekroczył granicę polsko-węgierską. W Szob został starszym obozu internowanych, organizował tajną akcję „Ewa” (ewakuacja) i umożliwiał wyjazdy do Francji zdolnym do dalszej walki żołnierzom Wojska Polskiego. Potem przeniósł się do Budapesztu i współpracował z Delegaturą Rządu Rzeczypospolitej Polskiej. Do Polski wrócił w 1945 i zamieszkał w Nysie, gdzie stworzył pierwszy powojenny Zarząd Miejski.
Zmarł w Nysie, pochowany na cmentarzu w Rybniku w kwaterze powstańczej.

## Życie prywatne
W 1912 ożenił się z Heleną Kuberską, z którą miał troje dzieci: Halinę (ur. 1921), Danutę (ur. 1922) i Włodzimierza (ur. 1925).

## Awanse
- podporucznik – listopad 1921[2]

Według informacji prasowej z 1925 był porucznikiem rezerwy.

## Ordery i odznaczenia
- Krzyż Srebrny Orderu Wojennego Virtuti Militari nr 6615[2]
- Krzyż Niepodległości[2]
- Krzyż Walecznych[a][2]
- Złoty Krzyż Zasługi[2]
- Srebrny Krzyż Zasługi
- Brązowy Krzyż Zasługi
- Krzyż na Śląskiej Wstędze Waleczności i Zasługi
- Medal Pamiątkowy za Wojnę 1918–1921
- Gwiazda Górnośląska
- Odznaka pamiątkowa Polskiej Organizacji Wojskowej
- Odznaka O Śląsk[11]
- Odznaka za Rany i Kontuzje[11]

## Upamiętnienie
Imieniem Józefa Michalskiego nazwana jest ulica w Wodzisławiu Śląskim.